# Bror Lillqvist
Bror Valdemar Lillqvist, född 20 november 1918 i Pedersöre, död 2 februari 1983 i Helsingfors, var en finländsk politiker. 
Lillqvist var anställd vid Oy Wilh. Schauman Ab:s fabriker i Jakobstad 1935–1966, ordförande i stadsfullmäktige (socialdemokrat) i Jakobstad 1957–1982 och ledamot av Finlands riksdag 1966–1983. Han tilldelades stadsråds titel 1979.